# Costus spicatus
Pour les articles homonymes, voir Costus et Spicatus.
Espèce
Classification phylogénétique
Costus spicatus est une espèce de plante vivace de la famille des Costaceae.

## Distribution
Costus spicatus est originaire d'Amérique du Sud et des Caraïbes, (incluant Dominica, la République dominicaine, la Guadeloupe, la Martinique et Porto Rico).

## Description
Costus spicatus est une plante herbacée qui peut mesurer jusqu'à 2 mètres de haut.
Les feuilles de Costus spicatus ont une longueur d'environ 30 cm et une largeur de 10 cm.
L'inflorescence en forme de cône court est de couleur rouge.
Une seule fleur rouge-orange émerge à la fois de l'inflorescence.
Costus spicatus peut pousser en plein soleil si le sol est maintenu humide.
Costus spicatus peut développer un partenariat symbiotique avec certaines espèces de fourmis (souvent une seule espèce de fourmi est compatible). Les fourmis ont à leur disposition une ressource alimentaire (nectar dans les fleurs) ainsi qu'un lieu pour construire leur nid. En échange les fourmis protègent les graines des insectes herbivores.as well as a place to construct a nest.
A médecine populaire Dominicaine une infusion préparée à partir des feuilles de Costus spicatus est utilisée pour traiter le diabète (hyperglycémie). Néanmoins une étude de 2009 a conclu que cela n'avait aucune efficacité dans le traitement de l'hyperglycémie induite par l'obésité.

## Synonymes
Selon World Checklist of Selected Plant Families (WCSP) (26 sept 2011) :
- Alpinia spicata Jacq., Select. Stirp. Amer. Hist.: 1 (1763).
- Amomum petiolatum Lam., Encycl. 1: 136 (1783).